# Rivolta del pallone
La rivolta del pallone è stata un evento di cronaca che ha interessato la città di Caserta nel settembre 1969. L'insurrezione fu scatenata da parte della tifoseria della Casertana, in seguito alla penalizzazione per illecito sportivo che non consentì alla stessa di partecipare, per la prima volta nella sua storia, a un torneo di Serie B.
La risonanza mediatica dell'evento, unico nel panorama calcistico italiano, fu tale da interessare anche la stampa estera, oltre che nazionale.

## Storia

### La presidenza di Giovanni Moccia
Il 20 luglio 1963 la Casertana, squadra di calcio appena promossa in Serie C, fu rilevata dall'imprenditore afragolese Giuseppe Moccia, il quale, dopo aver ripianato i debiti, promise la promozione in Serie B nell'arco di due stagioni. Pur non essendo riuscito a realizzare la sua promessa in breve tempo, Moccia si adoperò da subito per costruire una squadra capace di lottare per il salto di categoria, come testimoniato da buoni piazzamenti in classifica, tra cui il secondo posto del campionato 1967-1968 alle spalle della Ternana per un solo punto.

### Gli acquisti della nuova dirigenza
Nell'estate 1968 Moccia decise di sostituire il tecnico Aldo Olivieri, passato al ruolo di direttore sportivo, con Tom Rosati, che aveva vinto il torneo 1965-1966 con la Salernitana; arrivarono inoltre i calciatori Marco Fazzi e Domenico Di Maio, destinati a diventare due storiche bandiere del sodalizio. Nel 1968-1969 la Casertana condusse la classifica per quasi tutto il campionato fino al suo termine e il giorno 22 giugno 1969, battendo in casa il Messina per 1-0, la Casertana conquistò sul campo la sua prima promozione in Serie B a discapito del Taranto, secondo con due punti in meno.

### Il caso Selmo-De Togni
Nel luglio 1969 il presidente del Taranto Michele Di Maggio accusò la Casertana di aver combinato la partita vinta per 0-1 in casa del Trapani. I due principali indagati furono il calciatore casertano Renzo Selmo e il trapanese Renato De Togni; Selmo rigettò immediatamente le accuse, De Togni (autore di un errore in occasione del gol subìto) invece confermò in un primo momento di essere stato corrotto, salvo ritrattare ad agosto dopo aver scritto una lettera. L'8 settembre fu emanata la sentenza: Casertana penalizzata di 6 punti da scontare nel campionato appena concluso, squalifiche per Selmo, De Togni e anche per Di Maggio, che in precedenza aveva elargito 2 milioni e mezzo di lire a De Togni in occasione della sua confessione iniziale.

## Cronologia degli eventi
(Estratto della delibera della Giunta municipale di Caserta dell'8 settembre 1969)
Verso le ore 10.00 dell'8 settembre 1969 giunsero a Caserta forze di Polizia provenienti da Napoli e Nettuno, ai quali si aggiunsero poco dopo gli agenti arrivati da Foggia, mentre alle ore 10.30 fu comunicata la sentenza via radio.

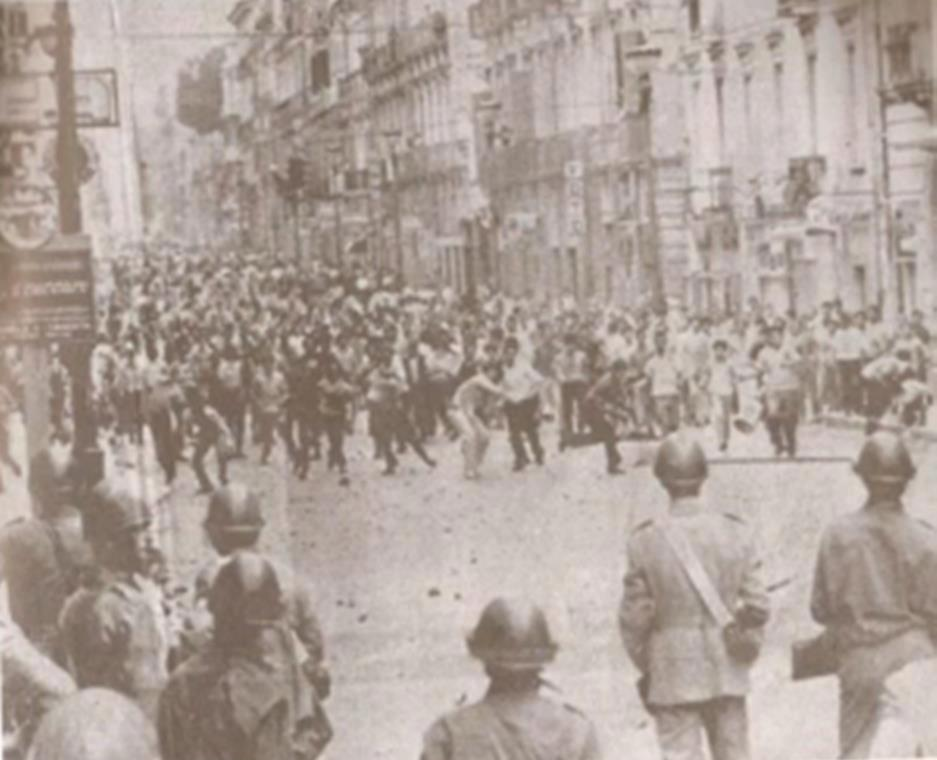
Scontri con la polizia su corso Trieste

Alle 11.00 la Giunta comunale guidata dal sindaco Salvatore Di Nardo invitò, con una delibera, la cittadinanza a protestare con ogni mezzo consentito. Subito dopo cominciarono i blocchi stradali e gli assalti verso uffici (quelli del Corpo forestale dello Stato e quelli finanziari) e negozi in via Cesare Battisti; alle 11.30 fu invece vandalizzata la stazione ferroviaria, con il traffico che fu bloccato per due ore. Verso le 14.00 i manifestanti bloccarono il casello autostradale di Caserta Nord e tali disordini si protrassero fino alla sera, con scontri tra tifosi e forze dell'ordine di nuovo nei pressi della stazione e rottura di vetrine dei negozi.
Il giorno successivo, 9 settembre, l'insurrezione assunse carattere politico a causa di scioperi di operai e dell'arrivo di studenti universitari napoletani filocinesi. La rabbia dei manifestanti si indirizzò quindi verso scuole, Provveditorato agli Studi ed Enti statali, oltre che nuovamente alla stazione, tutti presi d'assalto in mattinata; a partire dalle 15.30 si verificarono sul Corso Trieste violenti scontri ma i ribelli sfruttarono il fumo dei lacrimogeni per fuggire.
Il 10 settembre la rivolta si placò e si poté tornare lentamente alla normalità. Un corteo pacifico chiese di rilasciare gli arrestati, che furono oltre 90, ma questi furono condotti nelle carceri di Poggioreale e Santa Maria Capua Vetere, oltre che al Filangieri di Napoli. Solo in 12 furono rilasciati. Terminata la rivolta si contarono danni per centinaia di milioni di lire.

## Documentari storici
- Il 6 luglio 2013 il canale televisivo Rai Storia ha dedicato un servizio alla Rivolta del pallone.[12]